# Tyne Daly
Ellen Tyne Daly  (ur. 21 lutego 1946 w Madison) – amerykańska aktorka. Odtwórczyni roli detektyw Mary Beth Lacey w serialu kryminalnym CBS Cagney i Lacey (1982–88). Laureatka pięciu nagród Emmy, Złotego Globu i Tony Award.
W 1995 została uhonorowana swoją własną gwiazdą w legendarnej Alei Gwiazd w Los Angeles.

## Życiorys

### Wczesne lata
Urodziła się w Madison w stanie Wisconsin jako córka pary aktorskiej – Mary Hope (z domu Newell) i Jamesa Firmana Daly’ego (ur. 1918, zm. 1978). Jej rodzina miała korzenie irlandzkie, angielskie, szkockie i niemieckie. Dorastała w hrabstwie Westchester z dwiema siostrami – starszą Pegeen (ur. 1943) i młodszą Glynnis (ur. 1948), która została żoną kompozytora Marka Snowa, oraz młodszym bratem Timothym (ur. 1956). Studiowała w Uniwersytecie Brandeisa i w Amerykańskiej Akademii Muzycznej i Dramatycznej w Nowym Jorku, gdzie jej wykładowcą był m.in. Richard Burton.

### Kariera

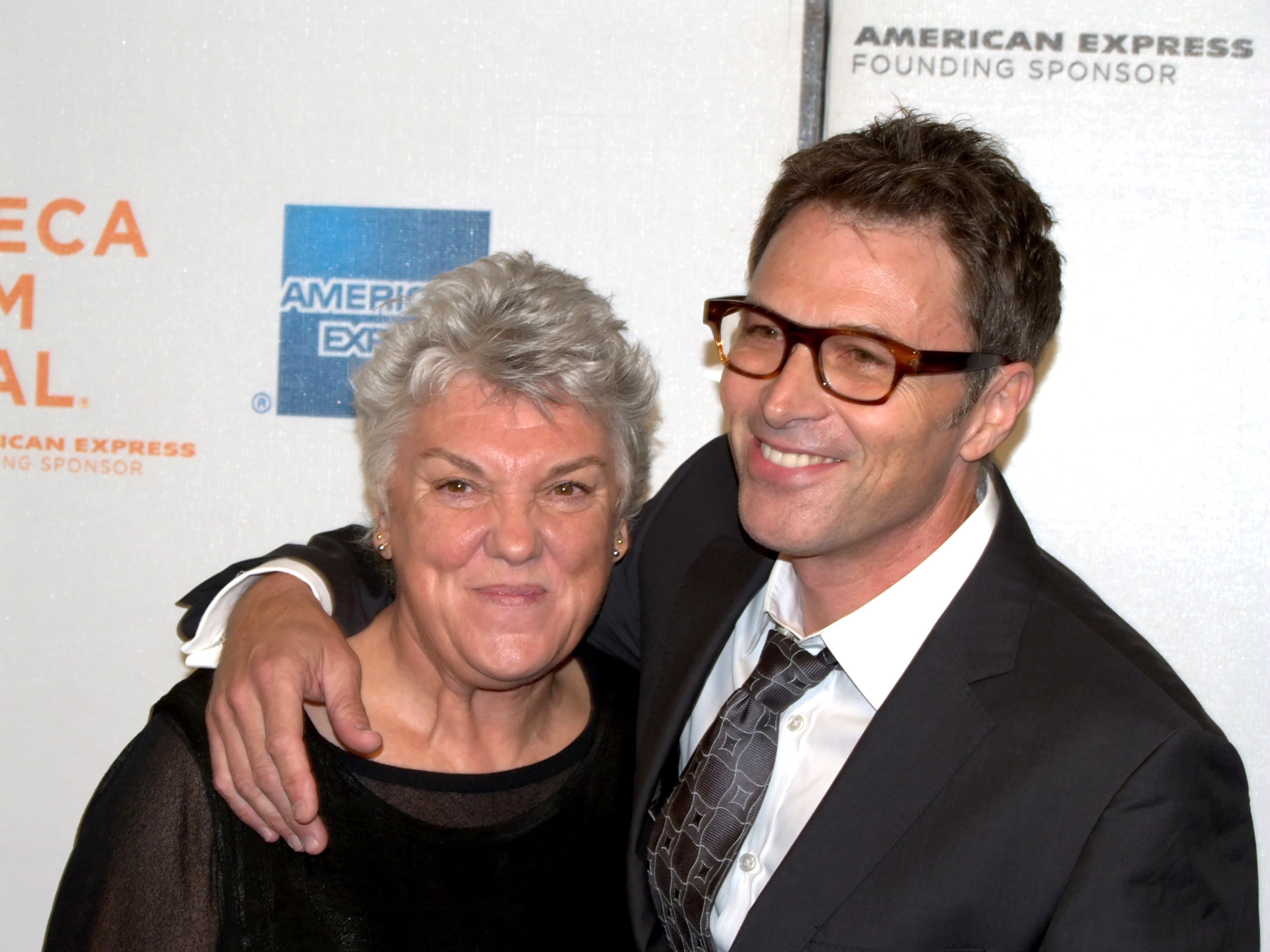
Z bratem Timem w 2009

W wieku ośmiu lat trafiła na mały ekran w jednym z odcinków serii Foreign Intrigue (1954) u boku swojego ojca. W 1966 wystąpiła w produkcji off-broadwayowskiej Człowiek z masłem i jajkiem. W 1967 zadebiutowała na Broadwayu w roli Josie w sztuce That Summer - That Fall z Richardem Castellano, Jonem Voightem i Irini Papas. Jej kariera filmowa rozpoczęła się od udziału w melodramacie Petera Yatesa John i Mary (1969) u boku Dustina Hoffmana i Mii Farrow. Potem zagrała w dwóch głośnych filmach akcji z lat 70.: Strażnik prawa (1976) i Telefon (1977) z udziałem Clinta Eastwooda i Charlesa Bronsona.
Po gościnnych występach w produkcjach telewizyjnych, w tym Szpital miejski (1968), Ironside (1970), Mission: Impossible (1971), Ulice San Francisco (1974) i Barnaby Jones (1974), otrzymała rolę detektyw Mary Beth Lacey w serialu kryminalnym CBS Cagney i Lacey (1982–88), opowiadającym o przygodach dwóch policjantek z Nowego Jorku. Rola ta przyniosła jej trzy nagrody Emmy i cztery nominacje do nagrody Złotego Globu. W 1990 została uhonorowana Tony Award za rolę Rose w musicalu Gypsy. Popularnością wśród telewidzów cieszyła się także rola Maxine Gray w serialu Potyczki Amy (1999–2005), za którą zdobyła nagrodę magazynu „TV Guide” (2001), a także była nominowana sześć razy do nagród Emmy i Nagrody Satelity.

## Życie prywatne
26 czerwca 1966 wyszła za mąż za aktora Georga Stanforda Browna, którego poznała na studiach. Mają trzy córki: Alisabeth (ur. 12 grudnia 1967), Kathryne Dorę (ur. 10 lutego 1971) i Alyxandrę Beatris (ur. 1 października 1985). Rozwiedli się po dwudziestu czterech latach w 1990. W latach 1990–1999 była związana z Clarence’em Williamsem III.

## Filmografia

### Filmy
- John i Mary (1969) jako Hilary
- Strażnik prawa (1976) jako inspektor Kate Moore
- Telefon (1977) jako Dorothy Putterman
- Lotnik (1985) jako Evelyn Stiller
- Idealna matka (1997) jako Elanie Podaras
- Obcy w domu (1999) jako dr Marcia Lyons
- Ślubna suknia (2001) jako Joan Delano
- Georgia O’Keeffe (2009) jako Mabel Luhan
- Spider-Man: Homecoming (2017) jako Anne Marie Hoag

### Seriale telewizyjne
- Ulice San Francisco (1972–1977) jako pani Carlino (gościnnie)
- Quincy (1976–1983) jako Madeline Estes (gościnnie)
- Magnum (1980–1988) jako Kate Sullivan (gościnnie)
- Cagney i Lacey (1982–1988) jako detektyw Mary Beth Lacey
- Columbo jako Dolores/Dorthea McNally (gościnnie; w odcinkach pt. Lepszy wróbel w garści... (1992) i Tajny agent (1994))
- Skrzydła (1990–1997) jako Mimsy Borogroves (gościnnie)
- Pomoc domowa (1993–1999) jako Mona, była niania Fran (gościnnie)
- Christy (1994–1995) jako Alice Henderson
- Sekrety Weroniki (1997−2000) jako Emily Blair (gościnnie)
- Siedmiu wspaniałych (1998−2000) jako Ma Nichols (gościnnie)
- Potyczki Amy (1999–2005) jako Maxine Gray
- Chirurdzy (od 2005) jako Carolyn Sheperd (gościnnie)
- Tożsamość szpiega (od 2007) jako Tina (gościnnie)